# 드랙스 더 디스트로이어
드랙스 더 디스트로이어(Drax the Destroyer)는 마블 코믹스 세계관의 등장인물이다.
그는 본래 인간이었으나, 타이탄에 타노스에 의해 자신의 가족이 살해당했다.

## 출판의 역사
드랙스는 아이언맨 제55호 (1973년 2월)에 첫 등장하였으며, 마이크 프리드리히와 짐 스탈린에 의해 창조되었다. 캡틴 마블 제1기 제27호 (1973년 7월)  이 후 정기적으로 등장하며 워록 제10호 (1975년 12월), 아이언맨 제88호 (1976년 7월), 워록 제15호 (1976년 11월), Logan's Run 제6호 (1977년 6월), 토르 제314호 (1981년 12월), 어벤져스 제219호 (1982년 5월)에 게스트로 출연한 후 어벤져스 제220호 (1982년 6월)에서 문 드래곤에 살해되었다.
스탈린은 실버 서퍼 제3기 제35호 (1990년)에서 드랙스를 부활시켜 이후 제50호까지 여러 번 등장시켰다. 인피니티 건틀렛 제 # 1-6 호 (1991년)에 등장 후 워록 앤 더 인피니티 왓치 제 1-42  (1992년 - 1995년)에서 인피니티 왓치의 멤버로 등장했다. 그 다음은 워록 제3기 제1-4호 (1998년 - 1999년), 캡틴 마블 제4기 제4-6호 (2001년)에 등장했다.
2004년에 총 4호로 이루어진 자신의 미니 시리즈 드랙스 더 디스트로이어가 출판 된 후 어나힐레이션: 노바 제 1-4 호 (2005년)과 어나힐레이션 제 1-6 호 (2006년)에서 중요한 역할을 했다. 그 후, 노바 제4기 제4-7호 (2007년)와 어나힐레이션: 컨퀘스트에 등장 후 2008년에 가디언즈 오브 더 갤럭시에서 이 팀의 일원이 되어, 제25호까지 등장했다. 드랙스는 더 타노스 임퍼레이티브 제 1-3호 (2010년)에 등장하고 타노스에게 살해되었다. 드랙스는 어벤져스 어셈블 제 4-8 호 (2012년 6월 - 10월)에서 죽음에 대한 자세한 내용이 밝혀지지 않은 채 다시 등장했다. 또한 마블 NOW!의 일환으로 제 3기로 가디언 즈 오브 더 갤럭시에도 등장한다.

## 담당 배우

### 영화
- 가디언즈 오브 더 갤럭시 (2014) - 데이브 바티스타
  - 가디언즈 오브 갤럭시 VOL. 2 (2017) - 데이브 바티스타
  - 어벤져스: 인피니티 워 (2018) - 데이브 바티스타
  - 어벤져스: 엔드게임 (2019) - 데이브 바티스타